# 仲谷颯仁
仲谷 颯仁（なかたに はやと、1994年（平成6年）8月20日 - ）は、福岡県北九州市出身の競艇選手。
高稜高等学校卒業。登録番号4848。身長162cm。血液型O型。115期。福岡支部所属。同期に、権藤俊光、佐藤隆太郎、関浩哉らがいる。

## 来歴
- 2014年11月、若松競艇場の公営レーシングプレス杯でデビューを飾るもフライングに散ってしまう（6号艇6コース、F.02）。
- 2015年2月、若松競艇場のビッグベアーズカップにて、水神祭を飾る（6号艇6コース、決まり手はまくり）。
- 2016年8月、若松競艇場の日刊スポーツ杯お盆特選競走で初優出（5号艇5コース、6着）。
- 2017年1月、唐津競艇場のNEW YEARバトルで初優勝（5号艇5コース、決まり手はまくり差し）。
- 2017年7月、びわこ競艇場でのG1開設65周年記念G1びわこ大賞でG1初出場。2日目に逃げを決め、G1初勝利を飾る。
- 2017年9月21日、蒲郡競艇場でのG1ヤングダービーでG1初優出（6号艇6コース、2着）。
- 2018年2月20日、若松競艇場でのG1第64回九州地区選手権競走でG1初優勝を飾る（1号艇1コース、決まり手は逃げ）[1]。
- 2017年12月、住之江競艇場の第32回グランプリシリーズでSG初出場。5日目に逃げを決め、SG初勝利を飾る。

## 人物・エピソード
- やまと学校の勝率は115期としては最高勝率となる7.99をマーク。
- 師匠は川上剛。兄弟子は西山貴浩。
- 2017年、ボートレース若松のフレッシュルーキーに選出。
- 2018年、九州地区のトップルーキーに選出[2]。